# Dmitri Khlestov
Dmitri Alekseyevich Khlestov (en ruso: Дмитрий Алексеевич Хлестов; Moscú, Unión Soviética; 21 de enero de 1971) es un exfutbolista ruso. Jugaba de defensa y pasó gran parte de su carrera en el FC Spartak de Moscú. Fue internacional absoluto por la selección de Rusia entre 1992 y 2002, y fue parte del plantel que jugó la Copa Mundial de 1994.
Desde 2008, el defensor ruso continuó su carrera en clubes amateur del país, hasta su retiro en 2017.
Posee el récord, junto a Dmitri Ananko, de haber ganado la Liga Rusa nueve veces.

## Clubes
| Club                         | País    | Año       |
| ---------------------------- | ------- | --------- |
| FC Spartak de Moscú          | Rusia   | 1989-2000 |
| Beşiktaş                     | Turquía | 2000-2002 |
| FC Spartak de Moscú          | Rusia   | 2002      |
| Torpedo-Metallurg Moscú      | Rusia   | 2003      |
| FC Sokol Saratov             | Rusia   | 2004-2005 |
| FC Spartak Shchyolkovo       | Rusia   | 2006-2008 |
| Olimp-SKOPA Zheleznodorozhny | Rusia   | 2009-2010 |
| FC Lyubertsy                 | Rusia   | 2011-2012 |
| FC Arsenal Tula              | Rusia   | 2012      |
| Sparta Shchyolkovo           | Rusia   | 2012      |
| FC Losino-Petrovsky          | Rusia   | 2013      |
| FC Odintsovo                 | Rusia   | 2014-2017 |

## Palmarés

### Títulos nacionales
| Título        | Club                | País  | Año  |
| ------------- | ------------------- | ----- | ---- |
| Liga Premier  | FC Spartak de Moscú | Rusia | 1992 |
| Liga Premier  | FC Spartak de Moscú | Rusia | 1993 |
| Liga Premier  | FC Spartak de Moscú | Rusia | 1994 |
| Liga Premier  | FC Spartak de Moscú | Rusia | 1996 |
| Liga Premier  | FC Spartak de Moscú | Rusia | 1997 |
| Liga Premier  | FC Spartak de Moscú | Rusia | 1998 |
| Liga Premier  | FC Spartak de Moscú | Rusia | 1999 |
| Liga Premier  | FC Spartak de Moscú | Rusia | 2000 |
| Copa de Rusia | FC Spartak de Moscú | Rusia | 1992 |
| Copa de Rusia | FC Spartak de Moscú | Rusia | 1994 |
| Copa de Rusia | FC Spartak de Moscú | Rusia | 1998 |
| Copa de Rusia | FC Spartak de Moscú | Rusia | 2003 |